# Norra Ullholmen
Norra Ullholmen, finska: Pohjoinen Villaluoto, är en ö i Finland. Den ligger i Finska viken och i kommunen Helsingfors i landskapet Nyland, i den södra delen av landet. Ön ligger nära Helsingfors.
Öns area är 1,4 hektar och dess största längd är 190 meter i öst-västlig riktning.